# Laura Vandervoort
Laura Dianne Vandervoort (Toronto, Ontario; 24 de septiembre de 1984) es una actriz canadiense, conocida por su papel de Kara Zor-El (Supergirl) en la serie de televisión estadounidense Smallville. Posteriormente actuó junto con Jim Sturgess y Sadie Harrison en la serie de televisión canadiense Instant Star y Lisa, y en la serie de televisión estadounidense V antes de la cancelación de esta. En la actualidad interpreta a Elena, la mujer lobo protagonista de la serie Bitten, basada en las novelas de la escritora canadiense Kelley Armstrong.

## Biografía
La joven actriz se fue implicando en varios ámbitos deportivos como: fútbol, karate, baloncesto, tenis, gimnasia y béisbol. Iniciada en la práctica del karate a la edad de siete años, obtuvo el cinturón negro segundo Dan Ho en Karate-Do en el estilo Shotokan.
En 2013 empezó a salir con el actor y presentador británico Oliver Trevena, medio año después, se comprometió y, en marzo de 2015 se reveló que la relación y el compromiso habían terminado.

## Carrera
Vandervoot comenzó con la actuación a la edad de 13 años. En 2000 interpretó el personaje de Cheelse en la película “Un vampiro para mama”. En el año 2004 participó como Carla Stael en la serie estadounidense Chosen Ones. Su papel más importante ha sido interpretar a Kara (Supergirl), prima de Clark Kent (Superman), en la serie Smallville, serie a la que volvió en 2011 para el capítulo "Prophecy" de la décima y última temporada.
También participó en la serie de MTV Instant Star, como la hermana de Jude, Sadie Harrison.
Laura fue la elegida para protagonizar la secuela de la película Into the Blue 2: The Reef, la cual fue protagonizada anteriormente por Paul Walker y Jessica Alba. El estreno de esta película fue en 2009.
En 2010 se unió al elenco de la serie de dos capítulos Riverworld, donde interpretó a Jessie Machalan, quien junto con su prometido Matt Ellman, interpretado por el actor Tahmoh Penikett mueren en una explosión y despiertan en un lugar donde todas las personas que han muerto en la tierra se encuentran.
Se encontraba participando en la serie V hasta la cancelación de la serie, en su rol de Lisa, una alienígena que trata de conquistar a un chico humano llamado Tyler, aunque termina enamorándose de este, lo que le trae bastantes problemas.
También ha prestado su voz para el personaje Mary Jane Watson en el videojuego Spiderman: Edge of Time.

## Filmografía

### Cine
| Año  | Título                          | Personaje       | Notas |
| ---- | ------------------------------- | --------------- | --- |
| 1999 | Penny's Odyssey                 | Tanya           | Television film |
| 2000 | Alley Cats Strike               | Lauren          | Television film (Disney Channel Original Movie)                                                                                                   |
| 2000 | Mom's Got a Date with a Vampire | Chelsea Hansen  | Television film (Disney Channel Original Movie) Nominated — Young Artist Award for Best Performance in a TV Movie (Comedy): Leading Young Actress |
| 2004 | Prom Queen: The Marc Hall Story | Young Girl      | Television film; uncredited |
| 2005 | Falcon Beach                    | Ashley          | Television film |
| 2006 | Troubled Waters                 | Carolyn         | |
| 2007 | The Lookout                     | Kelly           | |
| 2009 | Out of Control                  | Marcie Cutler   | Television film |
| 2009 | Into the Blue 2: The Reef       | Dani White      | Direct-to-video |
| 2009 | The Jazzman                     | Sara            | |
| 2009 | Damage                          | Frankie         | Direct-to-video |
| 2010 | Riverworld                      | Jessie Machalan | Television film |
| 2011 | The Entitled                    | Hailey Jones    | |
| 2011 | Desperately Seeking Santa       | Jennifer Walker | Television film |
| 2012 | This Means War                  | Britta          | |
| 2012 | Broken Trust                    | Sophie          | Television film |
| 2012 | Ted                             | Tanya Terry     | |
| 2012 | Finding Mrs. Claus              | Noelle          | Television film |
| 2013 | Cubicle Warriors                | Jessica         | |
| 2013 | Life of the Party               | Bea             | |
| 2014 | Coffee Shop                     | Donavan Turner  | Television film |
| 2017 | Jigsaw                          | Anna            | |
| 2019 | Rabid                           | Rose Miller     | |
| 2021 | Trigger Point                   | Fiona Snow      | |
| 2021 | See for Me                      | Debra           | |

### Televisión
| Año       | Título                         | Personaje                  | Notas |
| --------- | ------------------------------ | -------------------------- | --- |
| 1997-1998 | Goosebumps                     | Nadine Platt / Sheena Deep | "The Haunted House Game" (season 3; episode 10) "Deep Trouble: Part 1" (season 4; episode 7) "Deep Trouble: Part 2" (season 4; episode 8) |
| 2000      | Are You Afraid of the Dark?    | Ashley Fox                 | "The Tale of the Laser Maze" (season 7; episode 11)                                                                                       |
| 2000      | Twice in a Lifetime            | Misty Reynolds             | "Even Steven" (season 2; episode 15) |
| 2001      | Mutant X                       | Tina                       | "Russian Roulette" (season 1; episode 3)                                                                                                  |
| 2002      | The Gavin Crawford Show        | The Girl                   | |
| 2004-2008 | Instant Star                   | Sadie Harrison             | Main role; 49 episodes |
| 2004      | Doc                            | Annis Bennington           | "The Family Tree" (season 5; episode 6)                                                                                                   |
| 2005      | 72 Hours: True Crime           | Leanne                     | "Head in a Bucket" (season 2; episode 10)                                                                                                 |
| 2005      | Sue Thomas: F.B.Eye            | Gabbie                     | "Bad Girls" (season 3; episode 18) |
| 2007      | The Dresden Files              | Natalie                    | "Bad Blood" (season 1; episode 5) |
| 2007      | CSI: Crime Scene Investigation | Miss Tangiers              | "Big Shots" (season 7; episode 19) |
| 2007-2011 | Smallville                     | Kara Zor-El                | 38 episodios |
| 2009-2011 | V                              | Lisa                       | Main role; 22 episodes |
| 2011      | Family Guy                     | Jenny / Third Bully Girl   | "Friends of Peter G." (season 9; episode 10) "Trading Places" (season 9; episode 13)                                                      |
| 2012      | White Collar                   | Sophie Covington           | "Parting Shots" (season 4; episode 4) |
| 2012      | Finding Mrs. Claus             | Noelle                     | Television film |
| 2013      | Haven                          | Arla Cogan                 | "Reunion" (season 3; episode 12) "Thanks for the Memories" (season 3; episode 13)                                                         |
| 2013      | CSI: NY                        | Marcy Sullivan             | "Nine Thirteen" (season 9; episode 13) |
| 2014-2016 | Bitten                         | Elena Michaels             | Main role |
| 2016      | Supergirl                      | Indigo / Brainiac 8        | Recurring role; 3 episodes |
| 2016-2018 | Ice                            | Tessa                      | Recurring role; 5 episodes |
| 2017      | Frankie Drake Mysteries        | Sophia Devoe               | "Out of Focus" (season 1; episode 5) |
| 2018-2019 | Private Eyes                   | Dana Edson                 | "Shadow of a Doubt" (season 2; episode 18) and "Catch Me If You Can" (season 3; episode 1)                                                |
| 2019      | V Wars                         | Mila Dubov                 | |
| 2020      | A Christmas Exchange           | Molly                      | Television film |
| 2021      | Playing Cupid                  | Ms Kerri Fox               | Television film |
| 2021      | The Handmaid's Tale            | Daisy                      | "Nightshade" (season 4; episode 2) |
| 2021      | Romance in the Wilds           | Roma Thompson              | Television film |
| 2021      | Christmas in the Wilds         | Roma Thompson              | Television film |
| 2021      | A Christmas Together with You  | Megan                      | Television film |

### Videojuegos
| Year | Title                    | Voice role       | Notes |
| ---- | ------------------------ | ---------------- | ----- |
| 2011 | Spider-Man: Edge of Time | Mary Jane Watson |       |

### Videos musicales
| Year | Title           | Artist        | Role      | Notes |
| ---- | --------------- | ------------- | --------- | ----- |
| 2015 | "Ruthless Love" | Alexz Johnson | Ballerina |       |

## Premios y nominaciones
| Year | Award               | Category                                                        | Work                            | Result | Reference |
| ---- | ------------------- | --------------------------------------------------------------- | ------------------------------- | ------ | --------- |
| 2001 | Young Artist Awards | Best Performance in a TV Movie (Comedy) – Leading Young Actress | Mom's Got a Date with a Vampire |        | [ 7 ]     |
| 2016 | Golden Maple Awards | Best actress in a TV series broadcast in the U.S.               | Bitten                          | [ 8 ]  |           |